# 高橋壽常
高橋 壽常（たかはし としつね、1922年5月28日 - 1996年2月8日）は、日本の実業家。日本生命保険元副社長。関西経済同友会元代表幹事。

## 経歴
神奈川県横浜市出身。東京商科大学（現一橋大学）卒業。大学卒業後、日本生命保険に入社したのちも、経済学の勉強を続けた。日本生命保険副社長や、日本生命財団理事長を歴任し、1985年から1987年にかけては弘世現に続き日本生命保険出身者としては歴代2人目となる関西経済同友会代表幹事を務め、太平洋経済協力会議バンクーバー総会に参加するなどした。1994年企業メセナ協議会メセナアワードを日本生命財団が受賞し理事長として登壇した。
1996年2月8日、呼吸不全のため死去。

## 著作

### 著書
- 『近代雇傭理論の展望』（小原敬士編, 共著）東洋経済新報社 1949年
- 『日本経済の構造分析 下巻』（中山伊知郎編, 共著）東洋経済新報社 1954年
- 『基本金融・財政』（高橋長太郎と共著）春秋社 1955年
- 『資本蓄積の研究』（中山伊知郎編, 共著）東洋経済新報社 1956年

### 訳書
- ゴットフリート・フォン・ハーバラー著『景気変動の理論』（後藤譽之助他と共訳）実業之日本社 1951年